# Gottfried Hobus
Gottfried Hobus (* 5. September 1891 in Schwessin, Kreis Rummelsburg, Pommern) war ein deutscher Nachrichtendienstler. Er wurde vor allem bekannt aufgrund seiner Rolle als „Leiter der Spezialpolizei für Oberschlesien“ im Jahr 1921, der die Verantwortung für 200 rechtswidrige Exekutionen während der damaligen Aufstände in Oberschlesien zugeschrieben wird.

## Leben und Tätigkeit
Hobus, der einen Doktorgrad führte, nahm am Ersten Weltkrieg teil. Bei Kriegsende war er mit dem Rang eines Leutnants Propagandaoffizier beim Generalkommando des 6. Armeekorps.

### Tätigkeit in Oberschlesien 1920/1921

#### Der deutsch-polnische Konflikt um Oberschlesien
Der Friedensvertrag von Versailles, der dem Ersten Weltkrieg ein Ende setzte und der im Sommer 1919 unterschrieben wurde, hatte dem Deutschen Reich die Verpflichtung auferlegt,  im Jahr 1921 eine Volksabstimmung in Oberschlesien durchzuführen, die über die zukünftige staatliche Zugehörigkeit dieses Gebietes entscheiden sollte, da diese Provinz aufgrund der dortigen Bevölkerungszusammensetzung zwischen Deutschland und Polen umstritten war. Infolgedessen schwelte von Sommer 1919 bis Sommer 1921 ein beständiger Konflikt zwischen dem Deutschen Reich und der nach dem Ersten Weltkrieg entstandenen polnischen Republik wegen der „Oberschlesien-Frage“, insbesondere in Oberschlesien selbst sowie in den angrenzenden polnischen und deutschen Gebieten.
Mit der Leitung der Propaganda, mit der die Bevölkerung in Oberschlesien davon überzeugt werden sollte, bei der 1921 anstehenden Volksabstimmung für die Zugehörigkeit zum Deutschen Reich zu stimmen, beauftragte der Reichsregierung in Berlin den Ministerialdirektor Karl Spiecker. Zu diesem Zweck wurde Spiecker zum Preußischen Staatskommissar für öffentliche Ordnung ernannt. Anschließend richtete er im Dienstgebäude des Oberpräsidiums in Breslau eine Dienststelle zur Dirigierung der ihm übertragenen Propagandaarbeit ein. Dazu gehörte auch ein Außenbüro der Staatskommissars zur Überwachung der öffentlichen Ordnung, die Spiecker unterstand.

#### Die Rolle von Hobus bei den Vorgängen in Oberschlesien 1921
In seiner Stellung als Staatskommissar für Oberschlesien wurde Spiecker in seiner Breslauer Dienststelle als Mitarbeiter u. a. Gottfried Hobus zur Seite gestellt. Hobus fungierte zu dieser Zeit als Leiter einer 1920 aufgestellten und bis zum Herbst 1921 aktiven Geheimorganisation. Diese Geheimorganisation firmierte als „Spezialpolizei für Oberschlesien“ bzw. „Spezialpolizei des oberschlesischen Selbstschutzes“ oder kurz „deutsche Spezialpolizei“. Die „deutsche Spezialpolizei“ sollte ein Gegengewicht zu der offiziellen „Spezialpolizei“ in dem Gebiet sein, die der Überwachungskommission der Westmächte für Oberschlesien unterstellt war. Die Spezialpolizei hatte ihren Sitz, wie der Staatskommissar, in Breslau.
Formal hatte Hobus während seiner Tätigkeit als Leiter der Spezialpolizei nicht den Rang eines Beamten oder eines Kriminalkommissars inne, sondern er gehörte weiterhin der Reichswehr als Offizier an. In der Armee war er zu dieser Zeit der Reichswehrbrigade in Brieg als Adjutant der Brigade bzw. Adjutant des Kommandeurs der Brigade bzw. des Kommandeurs des Selbstschutzes in Schlesien zugeteilt (Kommandeur der Brigade/des Selbstschutzes war erst der Major Beckmann, dann der Oberst von Schwarzkoppen), hielt sich aber tatsächlich zumeist in Breslau auf.
Neben der Leitung von Waffentransporten, die das Militär in Schlesien durchführte, oblag Hobus auch die Leitung des dortigen Nachrichtendienstes der Armee. In den Quellen wird Hobus in seiner Eigenschaft als Nachrichtendienstleiter der Reichswehr für die Provinz Oberschlesien sowohl als Mittelsmann zwischen dem Kommandeur der Reichswehrbrigade in Brieg und dem Staatskommissar Spiecker, als auch als Verbindungsmann zwischen Spiecker und der von Heinz Hauenstein (siehe unten) geführten Exekutivabteilung der deutschen Spezialpolizei angeführt. In der Literatur heißt es häufig, dass Hobus dem Staatskommissar Spiecker zur „Erledigung von Nachrichtenaufträgen“ zugeteilt gewesen sei.
Aufgabe der deutschen Spezialpolizei war die nachrichtendienstliche Bearbeitung der umstrittenen Provinz, das Schmuggeln von Waffen in das Abstimmungsgebiet und die Liquidation von angeblichen Spionen und Verrätern. Als Verräter galten Personen, die sich in Oberschlesien zugunsten einer Eingliederung der Provinz in den polnischen Staat einsetzten. Zur Ausführung dieser Aufgabe diente speziell die Exekutivabteilung der deutschen Spezialpolizei, die unter der Führung von Heinz Hauenstein stand.
In der Praxis sah dies so aus, dass die etwa 160 Männer der von Hobus geleiteten deutschen Spezialpolizei als Stoßtrupporganisation unter dem praktischen Kommando von Hauenstein standen. Versehen mit gefälschten Pässen und geheimen Waffenlagern operierten diese Männer in Oberschlesien, indem sie dort einen heimlichen „Abwehrkrieg“ führten. Dieser war speziell gegen Polen, die sich in der Provinz aufhielten, sowie gegen Deutsche, die „deutsche Sache“ verrieten, gerichtet. In der Presse wurden die Aktivitäten der Hobus'schen/Hauenstein'schen Spezialpolizei später weithin mit dem bedrohlichen Begriff umschrieben, dass die Formation 1921 einen „Krieg im Dunkeln“ in Oberschlesien geführt habe. Dieser soll sich gegen, Polen, Franzosen und deutsche „Verräter“ gerichtet haben.
Hauenstein beschrieb die Aktivisten, die er für die Spezialpolizei rekrutierte – größtenteils gewann er diese aus dem Freikorps der Marine-Brigade Ehrhardt, der er 1919/1920 angehört hatte, – später als Männer, die zu allem entschlossen gewesen seien und die den Mut besessen hätten, alle „bürgerlichen Hemmungen“ beiseite zu schieben.
Hauenstein gab später (1928) an, dass er seine Befehle 1921 von Hobus erhalten habe. Er habe „alle Terrorakte und Abwehrmaßnahmen“ mit diesem durchgesprochen: Dies sei in der Weise abgelaufen, dass Hobus ihm mitgeteilt habe, dass festgestellt sei, dass eine bestimmte Person eine bestimmte verwerfliche Handlung begangen habe, und dass die Person daher beseitigt werden müsse. Auf diese Weisung von Hobus hin, habe er, Hauenstein, dann einen seiner Stoßtrupps mit Beseitigung des fraglichen Mannes beauftragt, wobei diese das Opfer unter Anwendung aller Mittel („Gift oder Bombe oder Granaten“) irgendwie beseitigt hätten. Die Beseitigungsbefehle der Spezialpolizei seien dann, so Hauenstein, „unwiderruflich ausgeführt“ worden und zwar innerhalb von 2–3 Tagen nach dem Datum des veröffentlichten Befehls. Hauenstein behauptete dabei, dass er und Hobus, im Einvernehmen und im Einverständnis mit dem Staatskommissar für Oberschlesien (also Karl Spiecker) gehandelt zu haben.
Während der sogenannten Fememord-Prozesse der zweiten Hälfte der 1920er Jahre kamen die Aktivitäten der Sicherheitspolizei zu einem beträchtlichen Teil ans Licht der Öffentlichkeit. Hauenstein sagte 1928 als Zeuge während des Stettiner Fememordprozesses aus, dass er von Hobus während der Auseinandersetzungen um die zukünftige Zugehörigkeit von Oberschlesien 1920/1921 Befehle („Vollstreckungsaufträge“) bekommen habe, z. B. Verhaftungen vorzunehmen, Akten wiederzubeschaffen und unliebsame Personen zu beseitigen, d. h. zu töten. Die Zahl der von der von ihm geführten Exekutive der deutschen Spezialpolizei auf Aufträge von Hobus hin in Oberschlesien getöteten Personen schätzte Hauenstein vor dem Stettiner Gericht auf „ungefähr 200 Menschen“. Hobus soll ihm (Hauenstein) 1921 gesagt haben, dass die zuständigen Stellen diese Taten billigen würden und dass der Staatskommissar (d. h. Spiecker) der Auftraggeber sei. Spiecker wies diese Behauptungen, als er im Stettiner Prozess als Zeuge aufgerufen wurde, zurück. Stattdessen führte er an, dass 1921 ein „unverantwortliches Vakuum“ zwischen ihm und Hobus bestanden haben müsse, aus dem die von Hauenstein berichteten Tötungstaten der Spezialpolizei entstanden seien. Er, Spiecker, habe damals nur ein einziges Mal von einer von der Spezialpolizei durchgeführten Beseitigung einer Person durch Hobus gehört, nämlich der Erschießung eines gewissen Peter Christ, der gedroht hatte, zu den Polen überzugehen. Daraufhin habe er Hobus' Untergebenen Hauenstein zu sich bestellt und dessen Abteilung aufgelöst (er habe erklärt „Von heute an ist Ihre Abteilung aufgelöst. Sie bekommen keinen Pfennig mehr. Das ist ein stumpfsinniger Mord, der hier begangen worden ist.“).
Hauenstein behauptete, dass er seine Aufträge von Hobus erhalten habe, mit dem ausdrücklichen Zusatz, dass seine Aufträge von zuständiger Stelle gebilligt würden. Schriftliche Berichte über die einzelnen Aktionen der deutschen Spezialpolizei und beschlagnahmte Akten sollte Hauenstein laut Hobus' Weisung an diesen abliefern. Angeblich wurden diese dann an das Staatskommissariat weitergeleitet. Hobus habe, so Hauenstein, den Staatskommissar als Auftraggeber bezeichnet, und betonte, dass er Hauenstein, auch persönlich in Verbindung mit dem Staatskommissariat als Dienststelle (wohl durch Hobus) gestanden habe.
Nachdem Bloch als Zeuge vor Gericht auf die Frage des Rechtsanwalts, von wem die Aufträge an Hauenstein erteilt worden seien, erklärte, dass er nicht glaube, dass die militärische Leitung die Befehle an Hobus gekannt und gedeckt habe, weil dies einen offenen Widerspruch zu dem gebildet habe, was mit der politischen Leitung verabredet worden sei, hielt Bloch Spiecker vor, dass dieser „Hauenstein und Hobus als die alleinigen Häupter der Mafia“, die in Oberschlesien am Werk gewesen sei, hinstellen würde. Somit gelte:
„Entweder handelte Hobus [1921] selbständig, dann war er ein vielfacher Mörder, oder er ressortierte von einer Reichs[s]telle, dann war er straflos.“
Zur Klärung der Frage, ob Hobus eigenmächtig (und damit verbrecherisch) 1921 Tötungen durch die Spezialpolizei veranlasst habe, forderten einige am Stettiner Prozess beteiligte Anwälte seine Vernehmung im Stettiner Gerichtssaal.
Nachdem die Anwälte der Angeklagten im Stettiner Verfahren Hobus im April 1928 ausfindig gemacht hatten, forderten sie daraufhin, ihn als Zeugen vor das Stettiner Gericht zu zitieren. Zur allgemeinen Überraschung appellierte der vorsitzende Richter aber kurz nach der Bekanntgabe dieses Antrags, nunmehr auf weitere oberschlesische Zeugen (also auch auf Hobus) zu verzichten. Nach Beratung erklärte die Verteidigung sich mit dem ausdrücklichen Wunsch des Vorsitzenden einverstanden. Sauer vermutete mit Blick auf diesen Vorgang, dass damit wahrscheinlich verhindert werden sollte, dass gegen Beamte und Offiziere, die in die oberschlesischen Morde verstrickt waren, vorgegangen würde.
Ein Verfahren gegen Spiecker wegen Anstiftung zum Mord, dass wegen der Aussagen Hauensteins über Spieckers und Hobus' Rolle im Jahr 1921 eingeleitet wurde, wurde von der Oberstaatsanwaltschaft Breslau am 4. September 1929 eingestellt.

#### Historische Bewertung von Hobus' Rolle in Oberschlesien 1921
Laut Sauer steht Folgendes über die Rolle fest, die Hobus bei den Vorgängen in Oberschlesien im Jahr 1921 spielte, aufgrund der Aussagen von Hauenstein während des Stettiner Prozesses von 1928 fest:
Hauenstein habe angegeben, dass seine Organisation 1921 ungefähr 200 Menschen in Oberschlesien getötet habe. Den Auftrag hierzu will er von Hobus als seinem Vorgesetzten erhalten haben. Dieser habe ihm gesagt, die „zuständigen“ Stellen würden die Taten billigen und der Staatskommissar (Spiecker) sei der Auftraggeber. Somit habe Hauenstein angenommen, dass auch er selbst mit dem Staatskommissariat in Verbindung stehe. Hobus sei dann plötzlich verschwunden gewesen. Der Staatskommissar habe aber, als er 1928 hierzu befragt wurde, von Aufträgen der genannten Art nichts wissen wollen und die Tötungshandlungen dieser Zeit als so ungeheuerlich bezeichnet, dass die Stelle, die solche Aufträge erteilt habe, seiner Ansicht nach als „wahnsinnig“ anzusehen sei.
Aus all dem ergab sich nach Sauer die Frage, wer nun die Aufträge für die Mordtaten von 1921 gegeben habe? Eben, ob Hobus und Hauenstein eigenmächtig eine Vielzahl von Personen umgebracht hätten und ihre Aussagen, die Morde von 1921 seien im Auftrag der zuständigen Stellen erfolgt, reine Schutzbehauptungen waren. Oder ob doch ein Auftrag, oder zumindest Billigung höherer Stellen, den Taten zugrunde lag. Fest stehe aber auch, so Sauer, dass Spiecker von einem dieser Morde zeitgenössisch erfuhr und dass er daraufhin Hobus' Abteilung aufgelöst haben wollte und diesem keinen Pfennig mehr zur Verfügung gestellt habe. Dies bedeute aber zutreffendenfalls, so Sauer, dass die Abteilung bis dahin ziemlich ungestört hätte arbeiten können und Geld bekam, ohne kontrolliert zu werden. Falls dieses Szenario zutreffen solle, habe Spiecker zumindest äußerst fahrlässig gehandelt.
Insgesamt, so Sauer, erscheine Spieckers Verhalten in dem Vorgang der Tötungen des Jahres 1921 in Oberschlesien aufgrund seiner Aussagen zu Hobus aus der Rückschau trotz seiner Selbstentlastungsversuche weiterhin „undurchsichtig und widersprüchlich“.
Als ein zentrales Charakteristikum der unter Aufsicht und unter der Regie von Hobus durch die deutsche Spezialpolizei in Oberschlesien begangenen Tötungshandlungen stellt Sauer die Willkür heraus, mit der diese Hinrichtungen vorgenommen wurden: Alle Mordtaten, über die aufgrund der Akten noch Angaben gemacht werden könnten, seien „völlig willkürlich und aufgrund vager Verdächtigungen“ erfolgt. Und die Opfer hätten „nicht die geringsten Möglichkeiten“ gehabt, sich gegen die gegen sie erhobenen Anschuldigungen zu verteidigen. Sauer:
„Hauenstein will irgendwelche 'Befehle' erhalten haben, und schon trat einer seiner Stoßtrupps in Aktion. Der Beschuldigte wurde 'unter Anwendung aller Mittel, entweder mit Gift oder Bomben oder Granaten auf irgendeine Weise beseitigt'.“

### Späteres Leben
Ende der 1920er Jahre ist Hobus als Angestellter der Köstritzer Schwarzbierbrauerei im sächsische Köstritz nachweisbar.
Für das Jahr 1936 ist eine Beschäftigung von Hobus bei oder zumindest eine Tätigkeit von ihm in der Presseabteilung des IG-Farben-Konzerns gesichert.
Nach dem Zweiten Weltkrieg war Hobus bei der Bundesgeschäftsführung des Gesamtverbandes der Sowjetzonenflüchtlinge in Bonn tätig.

## Ehe und Familie
Am 25. September 1921 heiratete Hobus in Brockau die Sekretärin Hertha Erna Rupprecht (* 20. Oktober 1900 in Oppeln). Die Ehe wurde durch ein am 11. Mai 1928 rechtskräftig gewordenes Urteil des Landgerichts in Breslau geschieden.

## Schriften
- Über die Idee der wirtschaftlichen Selbstgenügsamkeit, 1918. (Dissertation [?])
- Wirtschaft und Staat in südosteuropäischen Raum, 1908–1914. Eine Bearbeitung nach den amtlichen Akten des Wiener Aussenministeriums, 1934.
- Ich oder Wir. Ein kulturpolitischer Beitrag zum Gemeinschaftsgedanken, 1935.
- Wie liest der Kaufmann die Wirtschaftsnachrichten der Tageszeitung?, 1399.